# Eurypon
Eurypon är ett släkte av svampdjur. Eurypon ingår i familjen Raspailiidae.

## Dottertaxa tillEurypon, i alfabetisk ordning[1][2]
- Eurypon cactoides
- Eurypon calypsoi
- Eurypon cinctum
- Eurypon clavatella
- Eurypon clavatum
- Eurypon clavigerum
- Eurypon coronula
- Eurypon debrumi
- Eurypon denisae
- Eurypon duoacanthostyla
- Eurypon encrusta
- Eurypon fulvum
- Eurypon graphidiophora
- Eurypon hispidulum
- Eurypon hispidum
- Eurypon incipiens
- Eurypon inuisitatiacanthostyla
- Eurypon lacazei
- Eurypon lamellata
- Eurypon lictor
- Eurypon longispiculum
- Eurypon major
- Eurypon miniaceum
- Eurypon mixtum
- Eurypon mucronale
- Eurypon naikaiensis
- Eurypon nigrum
- Eurypon obtusum
- Eurypon pilosella
- Eurypon polyplumosa
- Eurypon radiata
- Eurypon radiatum
- Eurypon scabiosum
- Eurypon sessile
- Eurypon simplex
- Eurypon spinispinosum
- Eurypon spinularia
- Eurypon spitzbergense
- Eurypon topsenti
- Eurypon toureti
- Eurypon unispiculum
- Eurypon vesciculare
- Eurypon viride